# Кряжевое (Астраханская область)
Кряжевое — село в Лиманском районе Астраханской области России, административный центр Кряжевинского сельсовета.

## География
Село расположено в дельте Волги на обоих берегах протоки Садовка, в 26 километрах к северо-востоку от посёлка Лиман (районный центр).

## История
Дата основания населённого пункта не установлена. В 1930 году жителями сёл Кряжевое и Айменкин был образован колхоз "Заря" (с центром в селе Айменкин), в 1934 году переименованный в колхоз "Труд-Фронт". В 1937 году колхоз "Труд-Фронт" переименован в колхоз имени Фрунзе, центральная усадьба колхоза перенесена в село Кряжевое. В декабре 1943 года село Кряжевое включено в состав Астраханской области.
C 1967 года - центр Кряжевинского сельсовета.

## Население
| 2002 | 2010 |
| ---- | ---- |
| 774  | ↘658 |

## Фотогалерея

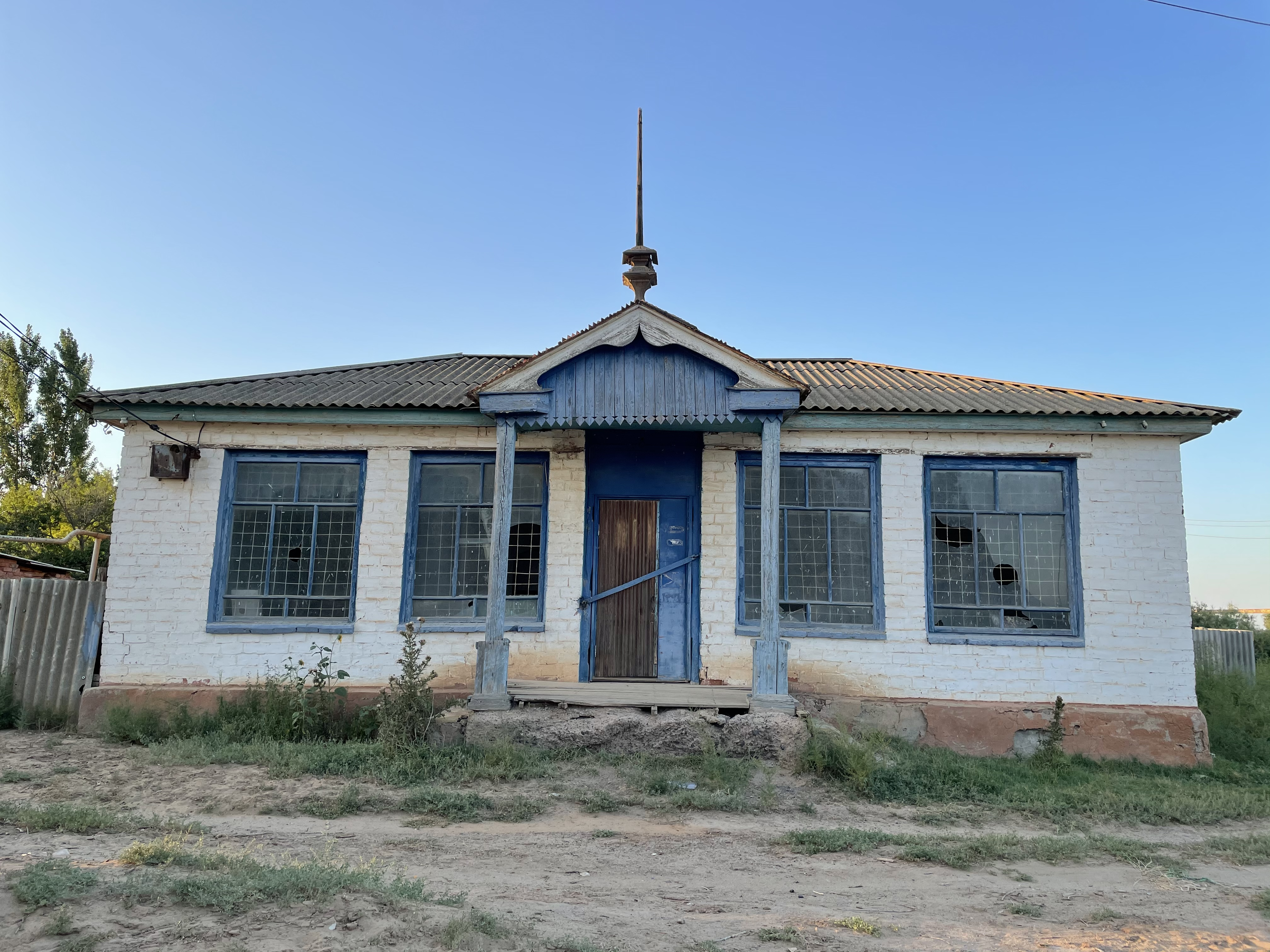
Заброшенный магазин на Почтовой улице
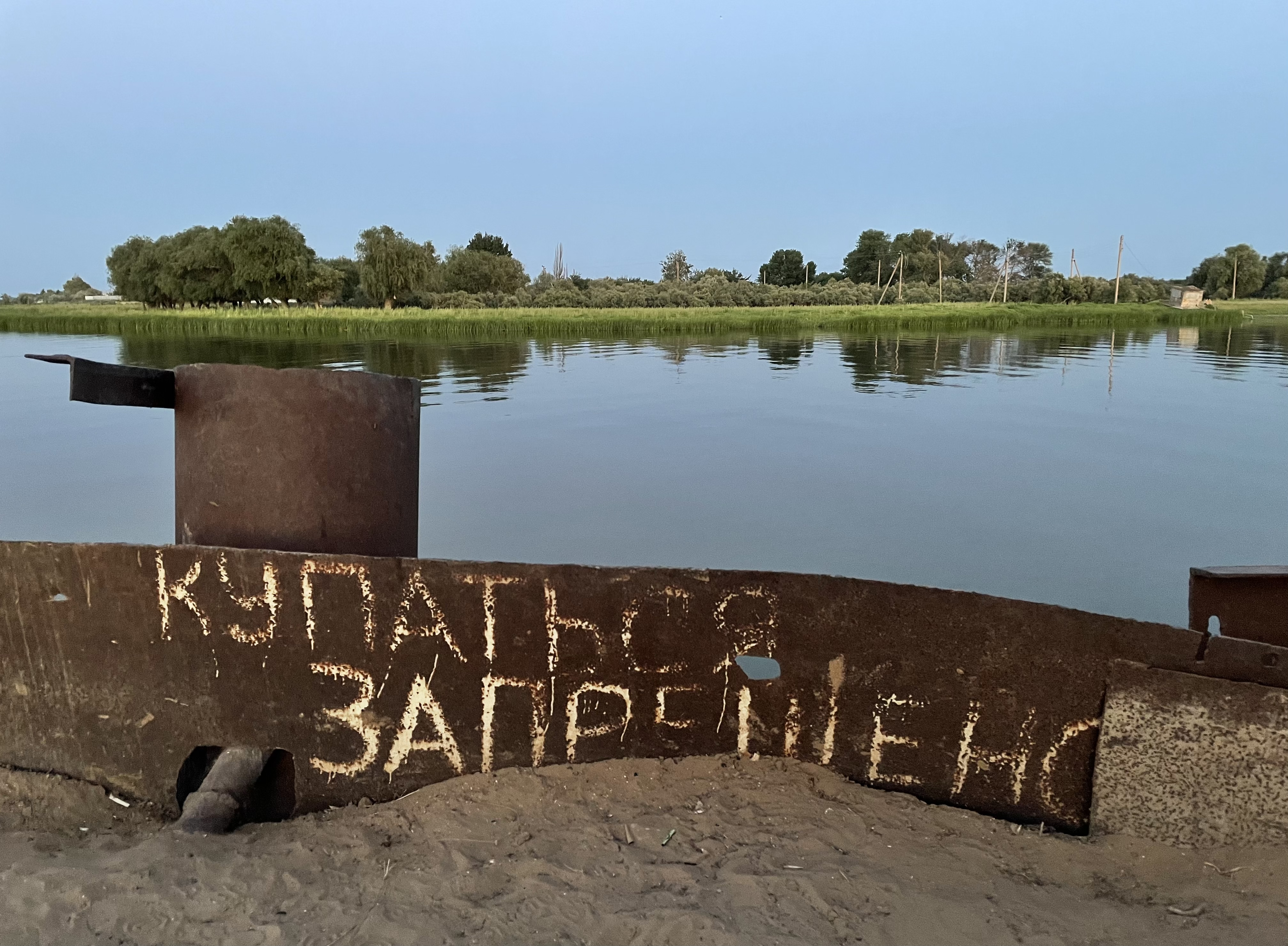
Старый причал на берегу Волго-Каспийского канала
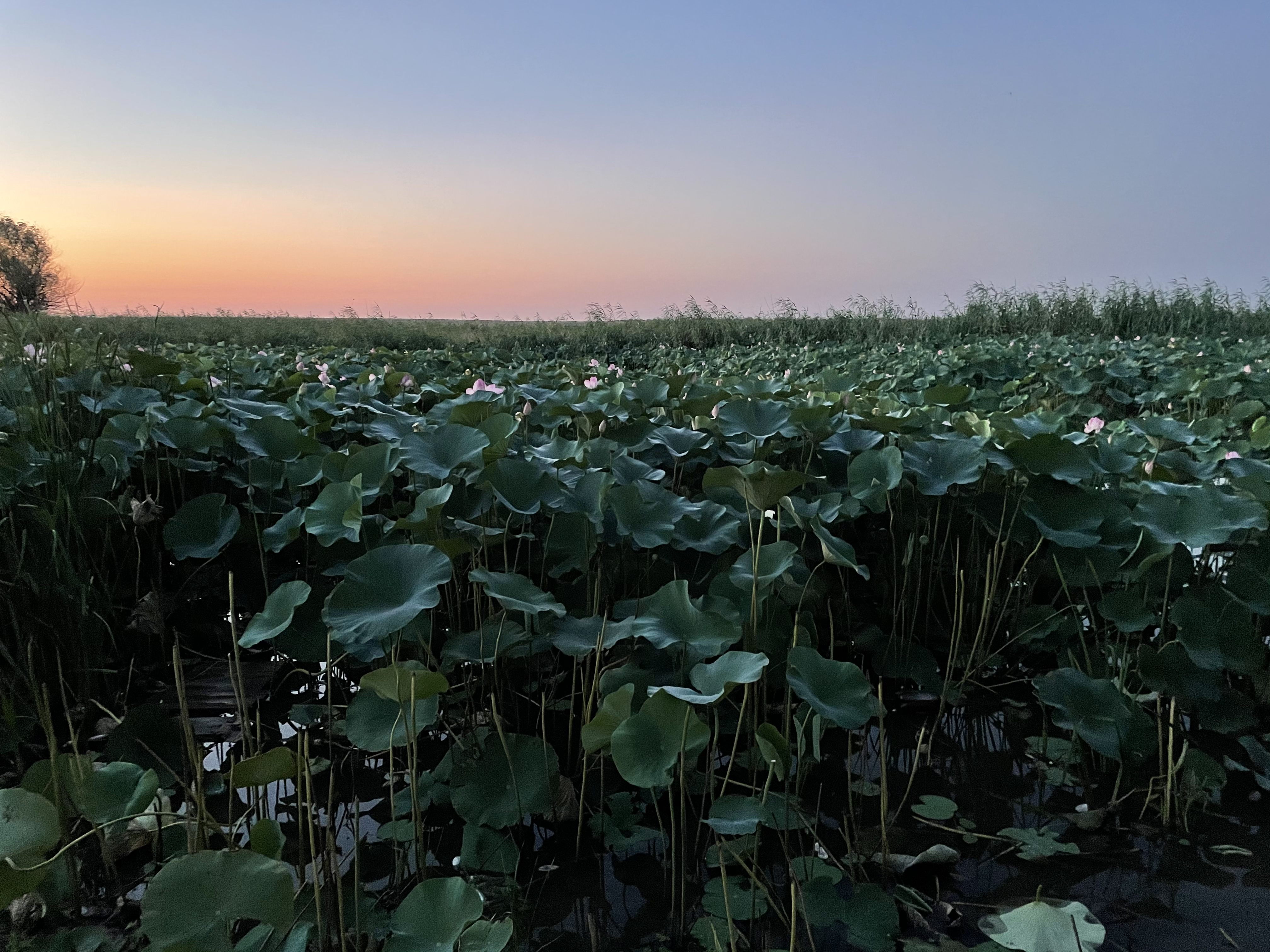
Лотосное поле на протоке Садовка на краю села
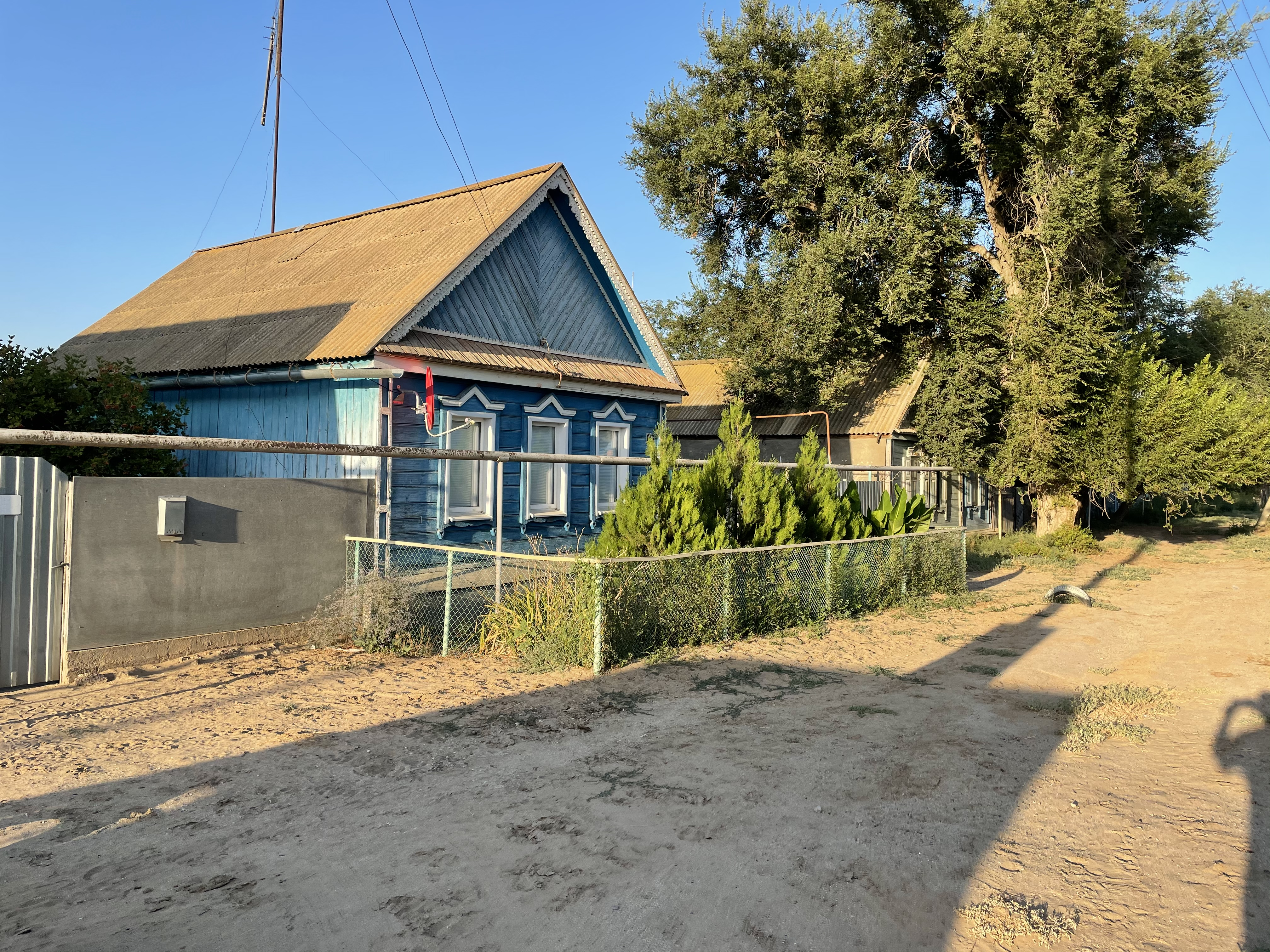
Жилой дом на Почтовой улице